# État de rapprochement bancaire
Le rapprochement bancaire est un contrôle, réalisé par le comptable dans le but d'amener les comptes bancaires au plus proche de la réalité des relevés de compte, c'est-à-dire vérifier la concordance des deux comptes (compte banque et extrait de compte).
La technique de l'état de rapprochement va permettre de justifier les différences de soldes.
Le rapprochement bancaire consiste donc à associer (pointer) les opérations déjà enregistrées dans la société et à la banque afin de faire apparaître des écritures isolées, c'est-à-dire enregistrées uniquement par la banque ou l'établissement. Ce rapprochement peut être facilité par des outils logiciels spécialisés type FRP ou généralistes type ERP.

## Enjeux du rapprochement bancaire
Cela permet de détecter des erreurs lors des enregistrements comme un oubli ou des erreurs commises.
En supprimant les différences entre le relevé et la comptabilité pour s'approcher de la réalité, il est possible de détecter :
- des oublis d'enregistrements ;
- des agios, frais bancaires, que nous découvrons sur l'extrait de compte ;
- des erreurs d'enregistrements comptables ;
- des décalages de certaines opérations connues par l'établissement d'abord et que la banque enregistre après, ou inversement.

(Sachant que l'opération comptable peut apparaître le mois suivant sur le relevé bancaire)

## Pratiques du rapprochement bancaire

### Les documents nécessaires à la réalisation de l'état de rapprochement
Récupérer les documents suivants :
- Un extrait de compte reçu de la banque (appelé le relevé bancaire)
- Le compte banque (extrait du grand livre comptable 512000 par exemple)
- Le dernier état de rapprochement bancaire.

### Réalisation du pointage et du rapprochement
Phase 1) Réaliser un pointage des opérations entre le compte bancaire du grand livre et le relevé bancaire (et l'ancien rapprochement bancaire). Ne pas pointer les reports, soldes de début et de fin.
Phase 2) Indiquer dans deux tableaux de rapprochement "le solde de fin" du relevé bancaire et du compte de grand livre. Ce solde de fin est le solde à la fin des documents. Il faut suivre le principe pour cette phase : même tableau, même colonne.
Phase 3) Inscrire les montants non pointés des deux documents dans les deux tableaux de rapprochement en suivant le principe : tableau opposé, colonne opposée. Faire les sous-totaux dont les écarts doivent être égaux.
Phase 4) Écritures de régularisation des montants non lettrés du relevé.
Ces différentes phases peuvent être réalisées avec l'aide d'un logiciel dit de "rapprochement bancaire" ou de "rapprochement comptable", permettant l'automatisation de certaines tâches inhérentes au rapprochement.

### Exemple d'état de rapprochement
Nous pointons 300 € et 100 €. Il reste 10 € et 20 € non pointés sur les deux documents.
| Relevé de banque           | pointage | Débit | Crédit |
| -------------------------- | -------- | ----- | ------ |
| Solde début                |          | 0     |        |
|                            | •        | 300   |        |
|                            | •        |       | 100    |
| non pointé x (fournisseur) |          | 10    | 20     |
| solde de fin               | 985      | 210   | 931    |

| grand livre compte banque 512 | pointage | Débit | Crédit |
| ----------------------------- | -------- | ----- | ------ |
| Solde début                   |          | 0     |        |
|                               | •        |       | 300    |
|                               | •        | 100   |        |
| non pointé y                  |          |       | 20     |
| solde de fin                  |          |       | 220    |

Création des deux tableaux de rapprochement :
| n'est pas dans le relevé de banque | Débit | Crédit |
| ---------------------------------- | ----- | ------ |
| solde de fin                       | 210   |        |
| non pointé y                       | 20    |        |
| Sous totaux                        | 230   | 0      |
| Solde                              | 230   |        |

| n'est pas dans le compte banque 512 | Débit | Crédit |
| ----------------------------------- | ----- | ------ |
| solde de fin                        |       | 220    |
| non pointé x (fournisseur)          |       | 10     |
| Sous totaux                         | 0     | 230    |
| Solde                               |       | 230    |

Les soldes sont égaux le rapprochement est exact. Il est maintenant nécessaire de réaliser l'écriture correspondante.
| Numéro de compte | Intitulé    | Débit | Crédit |
| ---------------- | ----------- | ----- | ------ |
| 401              | Fournisseur | 10    |        |
| 512              | Banque      |       | 10     |